# 西塔 (瀋陽市)

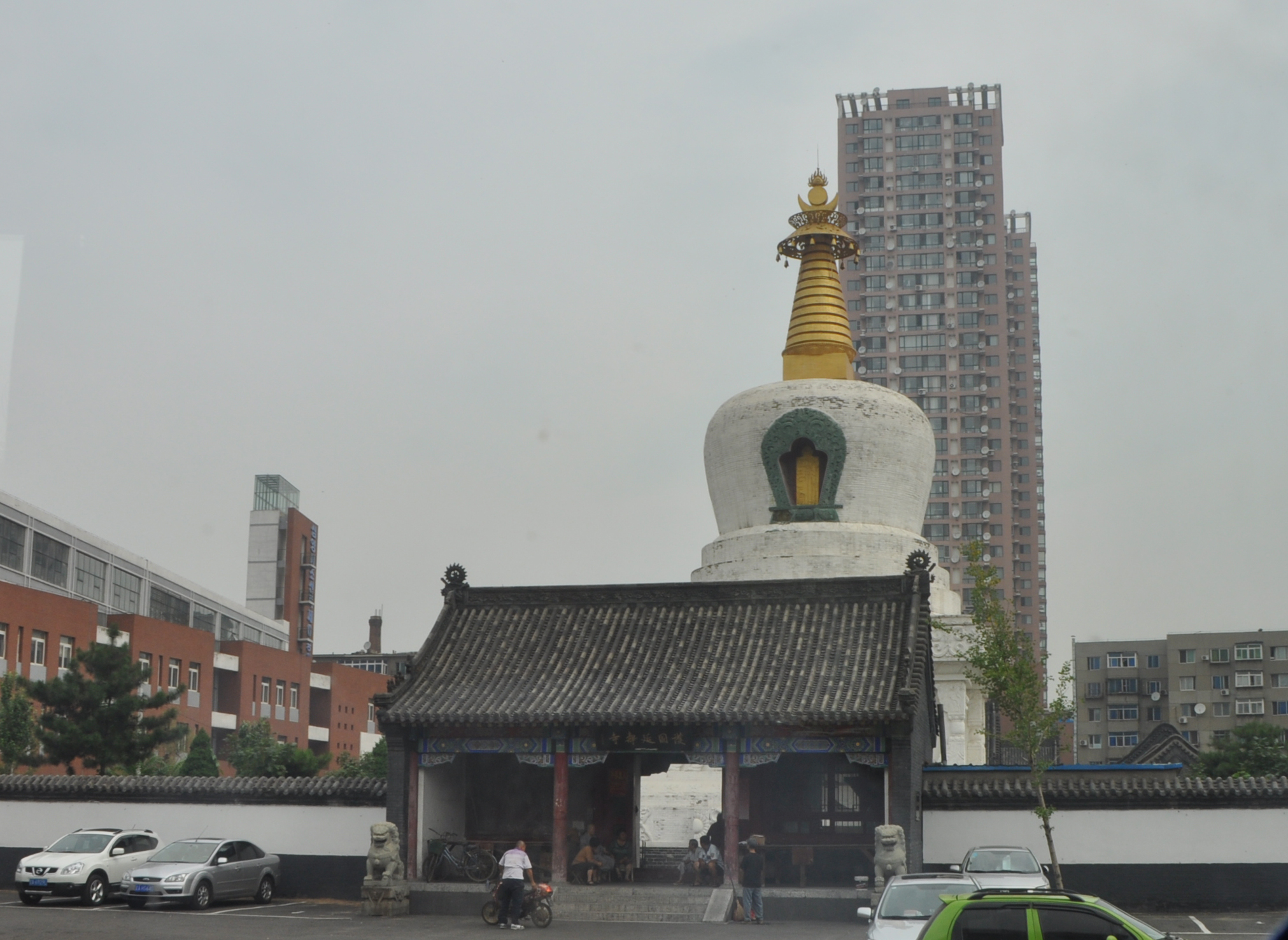
瀋陽の西塔

西塔（せいとう）は、中華人民共和国遼寧省瀋陽市和平区北市場街道にあるラマ教の寺院で、別名は延寿寺。付近は伝統的に朝鮮族が多く住んでいる地域で、ここのコリア・タウンも「西塔」と呼んでいる。

## 詳細
西塔は遼寧省瀋陽市和平区、瀋陽駅にも近いところにあるラマ教の寺院で、延寿寺が正式名称である。
延寿寺は瀋陽城の周囲にあった4つの塔（四塔寺）のひとつで、乾隆帝が額を書いていて、現在北塔（護国法輪寺）とこの西塔のみが寺院として残っている。西塔は崇徳5年（1640年）に建設を始め、順治2年（1645年）に完成した。
西塔は文化大革命中の1968年に破壊されて、貴重な仏像なども失われたが、1998年に「盛京八景」のひとつとして3千万元をかけて修復された。西塔の高さは26.33メートル、専有面積は265平方メートルで。延寿寺の専有面積は4,000メートルで、山門、天王殿、大雄宝殿などがあり、北塔と共に観光地ともなっている。